# Euchiton
Euchiton là một chi thực vật có hoa trong họ Cúc (Asteraceae).

## Loài
Chi Euchiton gồm các loài:
- Euchiton argentifolius - New South Wales, Tasmania, Victoria
- Euchiton audax - New Zealand (Bắc + Nam)
- Euchiton brassii - Papua New Guinea
- Euchiton breviscapus - New Guinea
- Euchiton collinus - Tasmania, Victoria, Queensland, Tây Úc
- Euchiton delicatus - New Zealand (Bắc + Nam)
- Euchiton ensifer - New Zealand (Nam)
- Euchiton involucratus - Đài Loan, Java, New Guinea, Úc, New Zealand, Nouvelle-Calédonie
- Euchiton japonicus - New South Wales, Queensland, Japan
- Euchiton lateralis - New Zealand (Bắc + Nam), Tasmania
- Euchiton limosus - New Zealand (Bắc + Nam), Victoria, South Australia
- Euchiton litticola - Tasmania[4]
- Euchiton paludosus - New Zealand (Bắc + Nam)
- Euchiton polylepis - New Zealand (Bắc + Nam)
- Euchiton ruahinicus - New Zealand (Bắc + Nam)
- Euchiton sphaericus - star cudweed, tropical creeping cudweed - Đài Loan, Java, Philippines, Úc, Norfolk Island, New Zealand (Bắc + Nam + Kermadec), Nouvelle-Calédonie
- Euchiton traversii - New South Wales, Tasmania, Victoria, New Zealand (Bắc + Nam)
- Euchiton umbricola - New South Wales, Tasmania, Victoria